# 趙永祚
趙永祚，山西汾陽縣人，清朝政治人物、進士出身。

## 生平
順治三年，登進士，授慶陽府推官。